# Asota alienata
Asota alienata är en fjärilsart som beskrevs av Walker 1864. Asota alienata ingår i släktet Asota och familjen nattflyn. Inga underarter finns listade i Catalogue of Life.